# Jakar-i onda
Jakar-i onda (자칼이 온다?; lett. "Arriva lo Sciacallo"), conosciuto anche con i titoli internazionali in lingua inglese Code Name: Jackal e Jackal Is Coming, è un film del 2012 diretto da Bae Hyoung-jun, seconda sua opera come regista dopo il film del 2004 Too Beautiful to Lie.

## Trama
La fidanzata della celebre stella sudcoreana Choi Hyun assume, per vendicarsi, la sicaria professionista Bong Min-Jun per fargli uccidere Choi in maniera estremamente dolorosa. L'arrivo della polizia e il rapporto che si instaura tra i due complicano però l'intera vicenda.

## Distribuzione
In Corea del Sud, la pellicola è stata distribuita a partire dal 15 novembre 2012 da Lotte Entertainment.